# Bill Webster
Bill Webster (Liverpool, 10 de julio de 1909 – Kirkby Mallory, 27 de abril de 1963) fue un piloto de motociclismo británico que compitió en el Campeonato del Mundo de Motociclismo desde 1949 hasta 1959.

## Biografía
A pesar de haber nacido en Liverpool, Bill Webster se trasladó a Cheshire, donde trabajaba como distribuidor de automóviles y motocicletas. Después de la Segunda Guerra Mundial, comenzó a competir en el motociclismo. En 1946, participó en el Grand Prix de 250 Manx de 1946 donde acabó en el puesto 16 con su máquina Excelsior. Al año siguiente, montó una marca similar y acabó en la undécima posición de la Lightweight 250 TT y la 26.ª de la cilindrada Junior de la TT Isla de Man. Desde 1948 hasta 1952 fueron años para olvidar para Webster abandonando en siete de las ocho carreras. Fue en ese momento cuando Webster pudo obtener máquinas de la fábrica italiana MV Agusta. A partir de la adquisición de la máquina italiana sus resultados mejoraron. Acabó sexto en el TT Isla de Man de 1953, octavo en 1954 y 1954. Sus mejores temporadas fueron en 1955 cuando acabó séptimo en la clasificación general y en 1956 donde consiguió su primer y único podio del Mundial al acabar tercero en el Gran Premio del Ulster de 125cc.
Una vez retirado, Bill siguió trabajando para la marca italiana del Conde Agusta como director del equipo y fue fundamental para que firmaran por lamarca futuros campeones como John Surtees, John Hartle y Mike Hailwood firmaran con la fábrica italiana. En el aspecto empresarial y después de haber vendido su exitoso negocio de motocicletas al Kings of Oxford Group, siguió trayendo las máquinas de carreras Aermacchi al Reino Unido y proporcionando máquinas a muchos de los mejores pilotos de la época, incluido Stuart Graham. Webster murió de un ataque al corazón en Mallory Park en 1963, mientras observaba a algunos de sus protegidos.

## Estadísticas
Sistema de puntuación en 1949:
| Posición | 1.º | 2.º | 3.º | 4.º | 5.º | Vuelta rápida |
| Puntos   | 10  | 8   | 7   | 6   | 5   | 1             |

Sistema de puntuación desde 1950 hasta 1968:
| Posición | 1.º | 2.º | 3.º | 4.º | 5.º | 6.º |
| Puntos   | 8   | 6   | 4   | 3   | 2   | 1   |

Hasta 1955 se contaban los 5 mejores resultados.
(carreras en cursiva indica vuelta rápida)
| Año  | Clase  | Equipo    | 1       | 2       | 3       | 4       | 5     | 6       | 7       | 8      | 9       | Pts | Pos  |
| ---- | ------ | --------- | ------- | ------- | ------- | ------- | ----- | ------- | ------- | ------ | ------- | --- | ---- |
| 1949 | 250cc  | Excelsior | IOM Ret | SUI -   |         |         | ULS - | NAT -   |         |        |         | 0   | -    |
| 1949 | 350cc  | Velocette | IOM Ret | SUI -   | NED -   | BEL -   | ULS - |         |         |        |         | 0   | -    |
| 1950 | 250cc  | Excelsior | IOM Ret |         |         | SUI -   | ULS - | NAT -   |         |        |         | 0   | -    |
| 1950 | 350cc  | Norton    | IOM 63  | NED -   | BEL -   | SUI -   | ULS - | NAT -   |         |        |         | 0   | -    |
| 1951 | 250 cc | Rudge     |         | SUI -   | IOM Ret |         |       | FRA -   | ULS -   | NAT -  |         | 0   | -    |
| 1952 | 250 cc | Velocette | SUI -   | IOM Ret | NED 5   | BEL -   | GER - | ULS -   | NAT 18  |        |         | 2   | 19.º |
| 1953 | 125 cc | MV Agusta | IOM 6   | NED 9   |         | RFA -   |       | ULS Ret |         | NAT -  | ESP Ret | 1   | 22.º |
| 1953 | 250 cc | Velocette | IOM 9   | NED 11  |         | RFA Ret |       | ULS -   | SUI -   | NAT -  | ESP Ret | 0   | -    |
| 1954 | 125 cc | MV Agusta |         | IOM 8   | ULS -   |         | NED - | GER -   |         | NAT -  | ESP -   | 0   | -    |
| 1954 | 250 cc | Velocette | FRA -   | IOM 14  | ULS -   |         | NED - | GER -   | SUI -   | NAT -  |         | 0   | -    |
| 1955 | 125 cc | MV Agusta | ESP -   | FRA 8   | IOM 5   | GER -   |       | NED 4   |         | NAT 13 |         | 5   | 7.º  |
| 1955 | 250 cc | Velocette |         |         | IOM 6   | GER -   |       | NED -   | ULS -   | NAT -  |         | 1   | 15.º |
| 1956 | 125 cc | MV Agusta | IOM Ret | NED 10  | BEL -   | GER -   | ULS 3 | NAT 12  |         |        |         | 4   | 13.º |
| 1956 | 250 cc | MV Agusta | IOM Ret | NED -   | BEL -   | GER -   | ULS - | NAT -   |         |        |         | 0   | -    |
| 1957 | 125cc  | MV Agusta | RFA -   | IOM 11  | NED -   | BEL 5   | ULS 6 | NAT -   |         |        |         | 3   | 12.º |
| 1958 | 125cc  | MV Agusta | IOM 12  | NED 13  | BEL -   | RFA -   | SWE 8 | ULS 7   | NAT 14  |        |         | 0   | -    |
| 1959 | 125 cc | MV Agusta |         | IOM -   | GER -   | NED 11  | BEL - | SWE -   | ULS Ret | NAT -  |         | 0   | -    |